# La Caille (meteorito)
El meteorito de La Caille es un meteorito metálico con una masa de 626 kg. Fue descubierto entre 1650 y 1700 en el macizo de Audibergue (Francia) y luego trasladado a la población de Caille.
Es, con diferencia, el meteorito más masivo hallado en Francia.

## Historia
El meteorito de La Caille es bien conocido a partir de 1800, ya que sirvió como banco frente a la iglesia de Caille (Francia). Según los testimonios recopilados en ese momento, provenía del macizo de Audibergue, a pocos km al sureste del pueblo, donde fue descubierto alrededor de 1650 - 1700 antes de ser llevado a Caille por cuatro bueyes.
Fueron Thury y Brard, en 1829, los primeros en advertir de que el banco frente a la iglesia era en realidad un meteorito. De acuerdo a Thury, junto al meteorito —de 626 kg de peso— se encontraron dos piedras más pequeñas, que se utilizaron para hacer herraduras y clavos; aunque se propuso calentar el meteorito, dividirlo y usarlo para los mismos fines, el gran tamaño de la pieza la preservó intacta. El meteorito fue comprado para el Museo Nacional de Historia Natural de París y solo unos pocos kg se han distribuido desde entonces.
Partes del meteorito están expuestas en el Museo Nacional de Historia Natural de Francia y en el Natural History Museum en Londres (Inglaterra).

## Composición
Como en este tipo de meteoritos, el hierro es el elemento más abundante, seguido del níquel (9,11%). Las proporciones de cobre, germanio, galio e iridio son 255, 21,5, 13,7 y 9,7 ppm respectivamente.

## Clasificación
El meteorito de La Caille es una rara clase de octaedrita estructuralmente relacionada con los meteoritos  de Hammond y Reed City. Probablemente se enfrió formando una estructura Widmanstiitten equilibrada, pero más tarde estuvo involucrado en un evento de choque violento que implicó un breve recalentamiento, dando como resultado camacita y taenita granuladas, y schreibersita alterada. También es químicamente anómalo por su proporciones galio-germanio-iridio.